# 255 (عدد)
255 هو عدد صحيح  طبيعي بين 254 و256

## في الرياضيات

### خصائص
- 255 عدد فردي
- 255 عدد ناقص
- 255 عدد مضلعي (27 أضلاع-86 أضلاع-...)